# أوسكار شفاب
أوسكار شفاب (بالإنجليزية: Oscar Schwab)‏ هو دراج سويسري وأمريكي، ولد في 24 يونيو 1882 في باريس في فرنسا، وتوفي في 21 أغسطس 1955.

## وصلات خارجية
- أوسكار شواب على موقع أرشيف الدراجات (الإنجليزية)
- أوسكار شواب على موقع أوليمبيديا (الإنجليزية)